# Système de désignation des aéronefs de l'US Navy de 1922 à 1962
De 1926 à 1962 chaque "Service" avait sa propre désignation d'appareil. Donc un même appareil pouvait avoir jusqu'à trois désignations (par exemple SBD Dauntless pour l'US Navy et USMC, mais A-24 chez l'USAAF, ou pour le Douglas Dolphin RD-2 US Navy/USMC mais C-21 chez l'US Army, et OA-3 chez l'USAAF), voire trois noms différents.
En 1962, le département de la Défense des États-Unis (Department of Defense) décida d'harmoniser et d'unifier ces désignations.

## Structure pour la Navy/Coast Guard/ Marine Corps
Mission Type (sur 1 à 2 caractères) - ème avion du constructeur dans le type - Constructeur - Numéro de version
- Exemples : 
  - F4H-1 - F Fighter ; 4e avion du constructeur dans le type F ; H McDonnell ; 1 première version.
  - SB2C-2 - SB Scout Dive Bomber ; 2e avion du constructeur dans le type SB ; C Curtiss ; 2e version.

Quand il s'agissait du premier avion du constructeur dans la série de la mission le numéro 1 était omis.
- Exemples :
  - FH-1 Phantom
  - SBD-1 Dauntless.

Il faut savoir qu'au début des années 1930, l'US Navy faisait une différence entre un bombardier en piqué (SCXX-X), et un bombardier torpilleur (B,TB). Cette distinction disparut en 1943, avec la notion de bombardier multi-mission (BT, qui devient en 1962 « A » pour Attack).

## Mission Type (Navy)
- A = Attack - Attaque
- B = Bomber - Bombardier
- BF = Bomber Fighter - Chasseur-bombardier
- BT = Bomber Torpedo - Bombardier torpilleur
- C = Cargo
- F = Fighter
- G = Tanker
- J = Utility
- JR = Utility Transport
- LN = Trainer Glider  - Planeur entraînement
- LR = Transport Glider - Planeur de transport
- N = Trainer (1922-1948)
- O = Observation
- OS = Observation Scout
- P = Patrol
- PB = Patrol Bomber -Bombardier patrouilleur
- R = Transport (1928-1962)
- S = Scout
- SB = Scout Bomber
- SO = Scout Observation
- ST = Scout Trainer
- T = Torpedo
- T = Trainer (1948-1962)
- TB = Torpedo Bomber
- W = Warning - Détection avancée

### Avions d'attaque (A)
| Désignation | Nom          | Constructeur                   | Remarques                                 |
| ----------- | ------------ | ------------------------------ | ----------------------------------------- |
| AD          | Skyraider    | Douglas Aircraft Company       | Devient A-1 en 1962                       |
| A2D         | Skyshark     | Douglas Aircraft Company       |                                           |
| A3D         | Skywarrior   | Douglas Aircraft Company       | Devient A-3 en 1962                       |
| A4D         | Skyhawk      | Douglas Aircraft Company       | Devient A-4 en 1962                       |
| AF          | Guardian     | Grumman                        |                                           |
| A2F         | Intruder     | Grumman                        | Devient A-6 en 1962                       |
| AH          |              | McDonnell Aircraft Corporation | Devient l'avion de chasse F4H             |
| AJ          | Savage       | North American Aviation        | Devient A-2 en 1962                       |
| XA2J        | Super Savage | North American Aviation        |                                           |
| A3J         | Vigilante    | North American Aviation        | Devient A-5 en 1962                       |
| AM          | Mauler       | Glenn L. Martin Company        |                                           |
| AU          | Corsair      | Vought                         | Version d'attaque au sol du F4U           |
| A2U         | Cutlass      | Vought                         | Projet de version d'attaque du sol du F7U |

### Bombardiers (B)
| Désignation | Nom       | Constructeur                      | Remarques                                                                       |
| ----------- | --------- | --------------------------------- | ------------------------------------------------------------------------------- |
| BD          | Havoc     | Douglas Aircraft Company          | Désignation du A-20 par la Navy                                                 |
| BG          |           | Great Lakes Aircraft Company      |                                                                                 |
| XB2G        |           | Great Lakes Aircraft Company      | Version améliorée du BG                                                         |
| XBK         |           | Kaiser-Fleetwings                 | Désignation initial du bombardier-torpilleur XBTK                               |
| BM          |           | Glenn L. Martin Company           |                                                                                 |
| B2M         |           | Glenn L. Martin Company           |                                                                                 |
| BN          |           | Naval Aircraft Factory            |                                                                                 |
| BT          |           | Northrop Corporation              |                                                                                 |
| B2T         |           | Northrop Corporation              | Désignation devant être attribuée aux B-35 pour essais avec la Navy             |
| XBY         |           | Consolidated Aircraft Corporation | Désignation par la Navy d'une version de bombardement du Consolidated Fleetster |
| XB2Y        |           | Consolidated Aircraft Corporation |                                                                                 |
| XBDR        |           | Interstate Aircraft               | Drone d'attaque, bombe guidée                                                   |
| XBFB        |           | Boeing                            | Chasseur-bombardier                                                             |
| BFC         | Goshawk   | Curtiss-Wright Corporation        | Chasseur-bombardier, version du F11C                                            |
| BF2C        | Goshawk   | Curtiss-Wright Corporation        | Chasseur-bombardier, version améliorée du F11C                                  |
| XBTC        |           | Curtiss-Wright Corporation        | Bombardier-torpilleur                                                           |
| XBT2C       |           | Curtiss-Wright Corporation        | Bombardier-torpilleur                                                           |
| BTD         | Destroyer | Douglas Aircraft Company          | Bombardier-torpilleur                                                           |
| XBT2D       | Skyraider | Douglas Aircraft Company          | Produit sous la désignation AD                                                  |
| XBTK        |           | Kaiser-Fleetwings                 | Bombardier-torpilleur                                                           |
| BTM         | Mauler    | Glenn L. Martin Company           | Désignation initiale du AM                                                      |

### Avions de chasse (F)
| Désignation                                                                                    | Nom            | Constructeur                        | Remarques                                             |
| ---------------------------------------------------------------------------------------------- | -------------- | ----------------------------------- | ----------------------------------------------------- |
| XFA                                                                                            |                | General Aircraft                    |                                                       |
| F2A                                                                                            | Buffalo        | Brewster                            |                                                       |
| F3A                                                                                            | Corsair        | Brewster                            | Version sous licence du F4U                           |
| FB                                                                                             |                | Boeing                              |                                                       |
| F2B                                                                                            |                | Boeing                              |                                                       |
| F3B                                                                                            | Seahawk        | Boeing                              |                                                       |
| F4B                                                                                            |                | Boeing                              |                                                       |
| XF5B                                                                                           |                | Boeing                              | Désignation par la Navy du XP-15                      |
| XF6B                                                                                           |                | Boeing                              |                                                       |
| XF7B                                                                                           |                | Boeing                              | Désignation par la Navy du P-29                       |
| XF8B                                                                                           |                | Boeing                              |                                                       |
| FC                                                                                             |                | Curtiss Aeroplane and Motor Company |                                                       |
| F2C                                                                                            |                | Curtiss Aeroplane and Motor Company |                                                       |
| F3C                                                                                            |                | Curtiss Aeroplane and Motor Company |                                                       |
| F4C                                                                                            |                | Curtiss Aeroplane and Motor Company |                                                       |
| F5C (non assignée pour éviter la confusion avec le Curtiss F-5)                                |                |                                     |                                                       |
| F6C                                                                                            | Hawk           | Curtiss Aeroplane and Motor Company |                                                       |
| F7C                                                                                            | Seahawk        | Curtiss Aeroplane and Motor Company |                                                       |
| F8C                                                                                            | Falcon         | Curtiss Aeroplane and Motor Company |                                                       |
| F9C                                                                                            | Sparrowhawk    | Curtiss Aeroplane and Motor Company |                                                       |
| F10C                                                                                           | Helldiver      | Curtiss Aeroplane and Motor Company |                                                       |
| F11C                                                                                           | Goshawk        | Curtiss Aeroplane and Motor Company |                                                       |
| XF12C                                                                                          | Helldiver      | Curtiss Aeroplane and Motor Company |                                                       |
| XF13C                                                                                          |                | Curtiss Aeroplane and Motor Company |                                                       |
| XF14C                                                                                          |                | Curtiss Aeroplane and Motor Company |                                                       |
| XF15C                                                                                          |                | Curtiss Aeroplane and Motor Company |                                                       |
| XFD                                                                                            |                | Douglas Aircraft Company            |                                                       |
| F2D (non assignée pour éviter la confusion avec le F2D, ancienne désignation du McDonnell F2H) |                |                                     |                                                       |
| F3D                                                                                            | Skyknight      | Douglas Aircraft Company            | Devient le F-10 après 1962                            |
| F4D                                                                                            | Skyray         | Douglas Aircraft Company            | Devient F-6 en 1962                                   |
| F5D                                                                                            | Skylancer      | Douglas Aircraft Company            |                                                       |
| F6D                                                                                            | Missileer      | Douglas Aircraft Company            |                                                       |
| FD                                                                                             | Phantom        | McDonnell Aircraft Corporation      | Redésigné FH                                          |
| F2D                                                                                            | Banshee        | McDonnell Aircraft Corporation      | Redésigné F2H                                         |
| FF                                                                                             |                | Grumman                             |                                                       |
| F2F                                                                                            |                | Grumman                             |                                                       |
| F3F                                                                                            |                | Grumman                             |                                                       |
| F4F                                                                                            | Wildcat        | Grumman                             |                                                       |
| XF5F                                                                                           | Skyrocket      | Grumman                             |                                                       |
| F6F                                                                                            | Hellcat        | Grumman                             |                                                       |
| F7F                                                                                            | Tigercat       | Grumman                             |                                                       |
| F8F                                                                                            | Bearcat        | Grumman                             |                                                       |
| F9F                                                                                            | Panther        | Grumman                             | Devient F-9 en 1962                                   |
| XF10F                                                                                          | Jaguar         | Grumman                             |                                                       |
| F11F                                                                                           | Tiger          | Grumman                             | Devient F-11 en 1962                                  |
| F12F                                                                                           |                | Grumman                             |                                                       |
| XFG                                                                                            |                | Eberhart                            |                                                       |
| XF2G                                                                                           |                | Eberhart                            |                                                       |
| FG                                                                                             | Corsair        | Goodyear                            | Désignation des F4U produits souslicence par Goodyear |
| F2G                                                                                            | Corsair        | Goodyear                            | Version améliorée du F4U                              |
| XFH                                                                                            |                | Hall Aluminum Aircraft Corporation  |                                                       |
| FH                                                                                             | Phantom        | McDonnell Aircraft Corporation      |                                                       |
| F2H                                                                                            | Banshee        | McDonnell Aircraft Corporation      | Devient F-2 en 1962                                   |
| F3H                                                                                            | Demon          | McDonnell Aircraft Corporation      | Devient F-3 en 1962                                   |
| F4H                                                                                            | Phantom II     | McDonnell Aircraft Corporation      | Devient F-4 en 1962                                   |
| XFJ                                                                                            |                | Berliner-Joyce                      |                                                       |
| F2J                                                                                            |                | Berliner-Joyce                      |                                                       |
| XF3J                                                                                           |                |                                     |                                                       |
| FJ                                                                                             | Fury           | North American Aviation             | Devient F-1 en 1962                                   |
| XFL (Loening)                                                                                  |                | Loening                             |                                                       |
| XFL                                                                                            | Airabonita     | Bell Aircraft Corporation           |                                                       |
| YF2L                                                                                           | Airacomet      | Bell Aircraft Corporation           |                                                       |
| XF3L                                                                                           |                | Bell Aircraft Corporation           |                                                       |
| FM                                                                                             | Wildcat        | General Motors                      | Production sous licence du F4F                        |
| F2M                                                                                            | Wildcat        | General Motors                      | Production sous licence du F4F                        |
| F3M                                                                                            | Bearcat        | General Motors                      | Production sous licence du F8F                        |
| FN                                                                                             |                | Seversky                            | Officiellement désigné NF-1                           |
| FO (I)                                                                                         | Lightning      | Lockheed                            |                                                       |
| XFO (II)                                                                                       |                | Lockheed                            | Devient XFV                                           |
| FR                                                                                             | Fireball       | Ryan Aeronautical Company           |                                                       |
| XF2R                                                                                           | Dark Shark     | Ryan Aeronautical Company           |                                                       |
| F3R                                                                                            | Vertijet       | Ryan Aeronautical Company           | Devient X-13                                          |
| FS                                                                                             | Spitfire       | Supermarine                         | Désignation réservée mais jamais utilisée             |
| XFT                                                                                            |                | Northrop Corporation                |                                                       |
| F2T                                                                                            | Black Widow    | Northrop Corporation                | Deux P-61 testés par la Navy                          |
| FU                                                                                             |                | Vought                              |                                                       |
| XF2U                                                                                           |                | Vought                              |                                                       |
| XF3U                                                                                           |                | Vought                              |                                                       |
| F4U                                                                                            | Corsair        | Vought                              |                                                       |
| XF5U                                                                                           | Flying Pancake | Vought                              |                                                       |
| F6U                                                                                            | Pirate         | Vought                              |                                                       |
| F7U                                                                                            | Cutlass        | Vought                              |                                                       |
| F8U                                                                                            | Crusader       | Vought                              |                                                       |
| XFV                                                                                            |                | Lockheed                            |                                                       |
| WP                                                                                             |                | Dornier                             | P pour pursuit, désignation utilisée de 1922 à 1923   |
| F2W                                                                                            |                | Wright Aeronautical                 |                                                       |
| XF3W                                                                                           | Apache         | Wright Aeronautical                 |                                                       |
| F4W                                                                                            | Bearcat        | Canadian Car and Foundry            | Production sous licence du F8F                        |
| XFY                                                                                            | Pogo           | Convair                             |                                                       |
| F2Y                                                                                            | Sea Dart       | Convair                             | Devient F-7 en 1962, bien que déjà retiré             |

### Bombardiers patrouilleurs (PB)
PB	         Boeing  1925
PB 	         Boeing (B-17)  1945
PB-1	         Berliner-Joyce  (P-16)  1935
PB-2	         Consolidated ( P-30)  1935
PB2B Catalina    Boeing (PBY)  1943
PB2M Mars        Martin  1942 - to JRM
PB2S Catalina    Boeing-Canada (PBY)  1939
PB2Y Coronado    Consolidated 1937
PB3Y Catalina Consolidated 1942
PB4Y Privateer   Consolidated (B-24)  1942
PBB Sea Ranger  Boeing 1942
PBJ Mitchell    North American (B-25)  1944
PBM Mariner     Martin  1939
PBN Nomad       N A F (PBY)  1941
PBO Hudson      Lockheed (A-28/29)  1940
PBS-1	             Sikorsky 1937
PBS-2	             Sikorsky 1929(?)
PBV	             Vickers-Candada (PBY) 1941
PBY Catalina    Consolidated  (P3Y) 1936

### Bombardiers en piqué/reconnaissance (SB)
SBA - Brewster 
SB2A Buccaneer - Brewster 
SBC Helldiver - Curtiss-Wright 
SB2C Helldiver - Curtiss-Wright 
SB3C - Curtiss-Wright
SBD Dauntless - Douglas
SB2D Destroyer - Douglas devient BTB apres 1943
SBF - Grumman
SBF Helldiver - Fairchild version SBC Helldiver construit par Fairchild
SBG - Great Lakes
SBN - Naval Aircraft Factory
SBT - Northrop
SBU - Vought
SB2U Vindicator - Vought
XSB3U - Vought
SBW Helldiver - Canadian Car & Foundry version SBC Helldiver construit sous licence